# 야나기 야스타카
야나기 야스타카(일본어: 柳 育崇, 1994년 6월 22일~)는 일본의 축구 선수이다.

## 구단 경력
그는 2017년 알비렉스 니가타 싱가포르에 입단했다. 2018년 J2리그의 알비렉스 니가타로 이적했다. 2020년 도치기 SC로 이적했다. 2021년까지 77경기에 출전하여, 14득점을 넣었다. 2022년 파지아노 오카야마로 이적했다. 2024년 J2리그 5위를 기록하여 J1리그로 승격했다.